# Centre de propagande des républicains nationaux

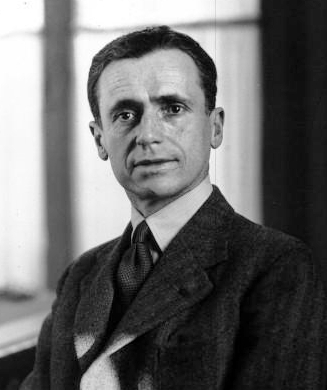
Henri de Kérillis 1936

Das Centre de propagande des républicains nationaux (Propagandazentrum der nationalen Republikaner) war eine französische politische Organisation der gemäßigten Rechten, die in der Zeit zwischen den beiden Weltkriegen aktiv war. Es wurde 1926 auf Initiative von Henri de Kérillis gegründet und hatte zum Ziel, den Verbänden der parlamentarischen Rechten taktische und logistische Unterstützung bei Wahlkämpfen zu geben. Das Centre zeichnete sich besonders durch die Gestaltung antisozialistischer und antikommunistischer Plakate aus.

## Geschichte
In den 1920er Jahren war die parlamentarische Rechte in verschiedene Gruppen zersplittert (Fédération républicaine, Alliance démocratique, Radical indépendant usw.), die Schwierigkeiten hatten, sich zu einigen und vor den Wählern mit einer Stimme zu sprechen. Dazu gab es auch Ligen, die am politischen Kampf gegen die linken Parteien beteiligt waren (z. B. die Ligue républicaine nationale, die Kerillis gerne abgeschafft hätte, und die rechtsextremen Ligue des patriotes und Jeunesses patriotes). Vor allem aber verlangte die Modernisierung des öffentlichen Lebens von den Politikern, neue Methoden zu finden, um die Wähler zu überzeugen: Sie durften nicht mehr bis zu den letzten Wochen vor den Wahlen warten, um Propaganda zu betreiben und die zahlreichen Wahlkomitees zu leiten.
Die Gemäßigten erlitten 1924 eine schwere Wahlniederlage gegen ihre linken Gegner, denen es gelang, sich in einem Kartell zu vereinen. Henri de Kérillis, damals ein junger Journalist bei L’Écho de Paris, erlitt 1926 bei einer Nachwahl selbst eine Niederlage. Auf einer Studienreise stellte er fest, dass die Propagandamittel seiner politischen Richtung im Gegensatz zu den enormen finanziellen und materiellen Mitteln der britischen und amerikanischen Parteien unzureichend waren. Deshalb beschloss er, eine Organisation zu gründen, die in der Lage war, diesen Mangel zu überwinden. Es ging von da an darum, auf den Gegner reagieren zu können, aber auch darum, eine gemeinsame Botschaft der Rechten aufbauen zu können. Kérillis war zu diesem Zeitpunkt Mitglied des Nationalrats der Fédération républicaine von Louis Marin und der Jeunesses patriotes von Pierre Taittinger.
Das Zentrum profitierte von der Unterstützung des Écho de Paris, deren Politikchef Kérillis war. Diese Zeitung veröffentlichte Kérillis’ Parolen, Subskriptionslisten, Ankündigungen von Versammlungen und ab Dezember 1934 eine Sonderseite. In ihren Anfängen reproduzierte sie Plakate des Zentrums. Sein Direktor, Henry Simond, beteiligte sich an der Verwaltung der gesammelten Gelder. Neben Kerillis arbeiteten auch Vertreter des Zentrums wie Raymond Cartier an der Tageszeitung mit.
Das Zentrum nahm an den Parlamentswahlen 1928, 1932 und 1936 teil. Es leistete auch logistische Unterstützung bei kleineren Wahlen wie den Kantonswahlen. Seine Aktivitäten wurden von linken Organisationen als „faschistisch“ bezeichnet. Er arbeitete mit Abgeordneten und Delegierten der nationalen Parteien und Ligen zusammen, insbesondere mit den Jeunesses patriotes, denen Kerillis nach der Krise vom 6. Februar 1934 50.000 Francs zukommen ließ, um „seine glühende Sympathie und seine Hilfe für die trauernden Jeunesses patriotes zu bekunden“.
Allerdings musste er sich „den hartnäckigen Widerständen einer gewissen Wahlroutine, eines gewissen politischen Individualismus, der für unser Land typisch ist“, seitens der rechten Parteien und der Wahlkandidaten stellen, die sich gegen die Vorstellung sträubten, ihre Macht in ihren Wahlkreisen teilen zu müssen. Einige Komitees interessierten sich erst spät für das Zentrum, wie die konservativen Komitees in Maine-et-Loire. In Toulouse, einer Hochburg der Radikalen, dauerte es bis 1936, bis ein Komitee eingerichtet wurde.
Kerillis beklagte in seinen Artikeln häufig die zu geringe Beteiligung der Eliten. So hob er beispielsweise 1929 den Fall eines Industriellen aus dem nördlichen Meurthe-et-Moselle, Baron Fernand d’Huart, hervor, der sich aufopferungsvoll für das Zentrum einsetzte, aber bei seinen Kollegen, die an traditionellen Praktiken festhielten, auf Unverständnis stieß.

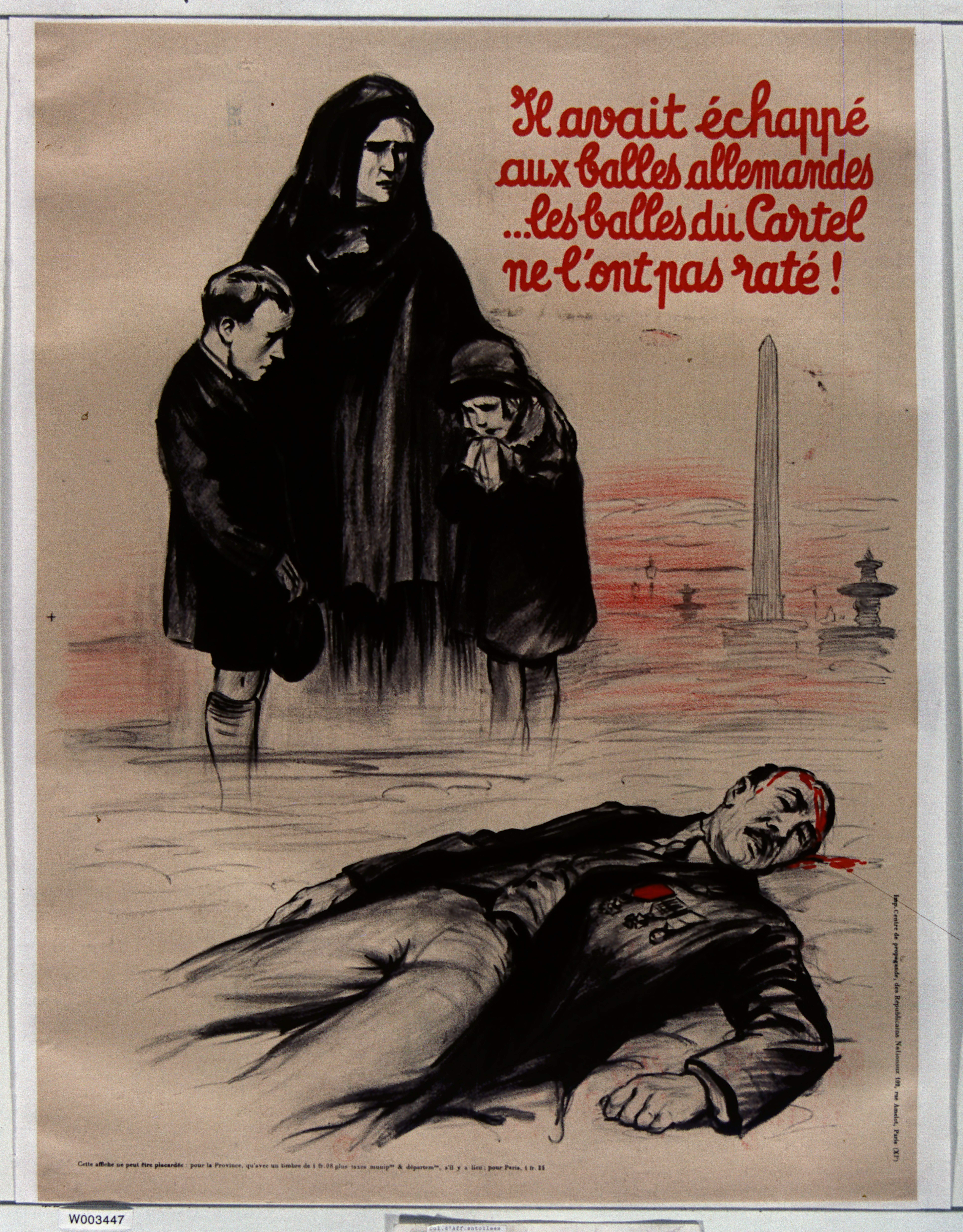
Il avait échappé aux balles allemandes… les balles du Cartel ne l’ont pas raté! (Er war den deutschen Kugeln entkommen… die Kugeln des Kartells haben ihn nicht verfehlt!)

Kerilis’ vehemente Artikel im Écho de Paris, seine Stellungnahmen, seine Anprangerung von Kandidaten, die gegenüber den Linken keine Disziplin einhielten, seine Kritik an den Unzulänglichkeiten der nationalen republikanischen politischen Parteien, die „jämmerlich dahinvegetieren“, und seine Aufrufe zur Bildung einer vereinigten rechten Partei dürften oft auf wenig Gegenliebe gestoßen sein. Die schwierigen Beziehungen zwischen Kerillis und Louis Marin innerhalb der Fédération républicaine könnten den Aufschwung des Zentrums ebenfalls behindert haben. Darüber hinaus räumte Kerillis ein, dass Männer der Rechten „die Wirksamkeit unserer Bemühungen anzweifelten, diskutierten, kritisierten und unser Werk beneideten“. Er schrieb:

« Mein Konzept war rein legalistisch. Ich wollte die nationalen Kader auf die Notwendigkeiten der politischen Propaganda ausrichten, sie dazu bringen, den Realitäten der Wahlen ins Auge zu sehen, sie von den engen, veralteten und egoistischen Parteikonzepten abbringen, die von Louis Marin und anderen alten Männern gepflegt wurden. Gott weiß, dass ich vor allem im rechten Lager bekämpft, misshandelt und beschimpft wurde. »

Seine Aktivität verlor Ende der 1930er Jahre an Intensität, insbesondere nach den Wahlen von 1936, auch wenn er noch an den Kantonalwahlen von 1937 teilnahm. Kerillis organisierte im Juni 1937 eine Versammlung in der Salle Wagram zur Rettung des Zentrums, nachdem er und Henry Simond das Écho de Paris verlassen hatten. Er nutzte nun eine neue Pariser Tageszeitung, L’Epoque, deren Auflage jedoch geringer war als die des Écho de Paris.
Der Niedergang des Centre hatte mehrere Gründe, die alle mit der zentralen Figur seines Direktors Henri de Kérillis zusammenhingen. Kerillis engagierte das Zentrum in Jacques Doriots ineffektiver Front de la Liberté  (Freiheitsfront). Hinzu kam, dass Kerillis sich selbst innerhalb der Rechten marginalisierte, indem er für die damalige Zeit unkonventionelle Positionen einnahm, insbesondere in der Außenpolitik: Er befürwortete ein Militärbündnis mit der UdSSR gegen Deutschland und war ein entschiedener Gegner des Münchner Abkommens. Seine Gegner behaupteten, dass seine Positionen mit denen der Kommunisten und Juden übereinstimmten. Auf der anderen Seite sah das Propagandazentrum der Nationalrepublikaner auch, dass einige seiner Mitglieder zu anderen politischen Organisationen abwanderten, die seine Methoden übernommen hatten – wie Jean Legendre, der sich der Parti social français anschloss.
Das Centre beschäftigte in seinen besten Zeiten ein Dutzend feste und gelegentliche Mitarbeiter. Es wurde durch – meist anonyme – Großspenden und eine Vielzahl von kleineren Zuwendungen finanziert. Das Spendenaufkommen soll jedes Jahr 2 bis 3 Millionen francs, in Wahljahren bis zu 4 bis 5 Millionen francs betragen haben.

## Veröffentlichungen und weitere Darstellungen in der Presse
Eine Vielzahl von Veröffentlichungen sind in der französischen Sprachversion dieser Seite (Publications) und in den Weblinks der französischen Nationalbibliothek genannt. Die Liens externes und die Réferences (Einzelnachweise) der französischen Sprachversion führen weitere Darstellungen in Presse, hauptsächlich aus Écho de Paris auf.
Ein Inventar des Posterbestands (110 Poster) des Centre wird von La contemporaine (Nanterre) aufbewahrt.

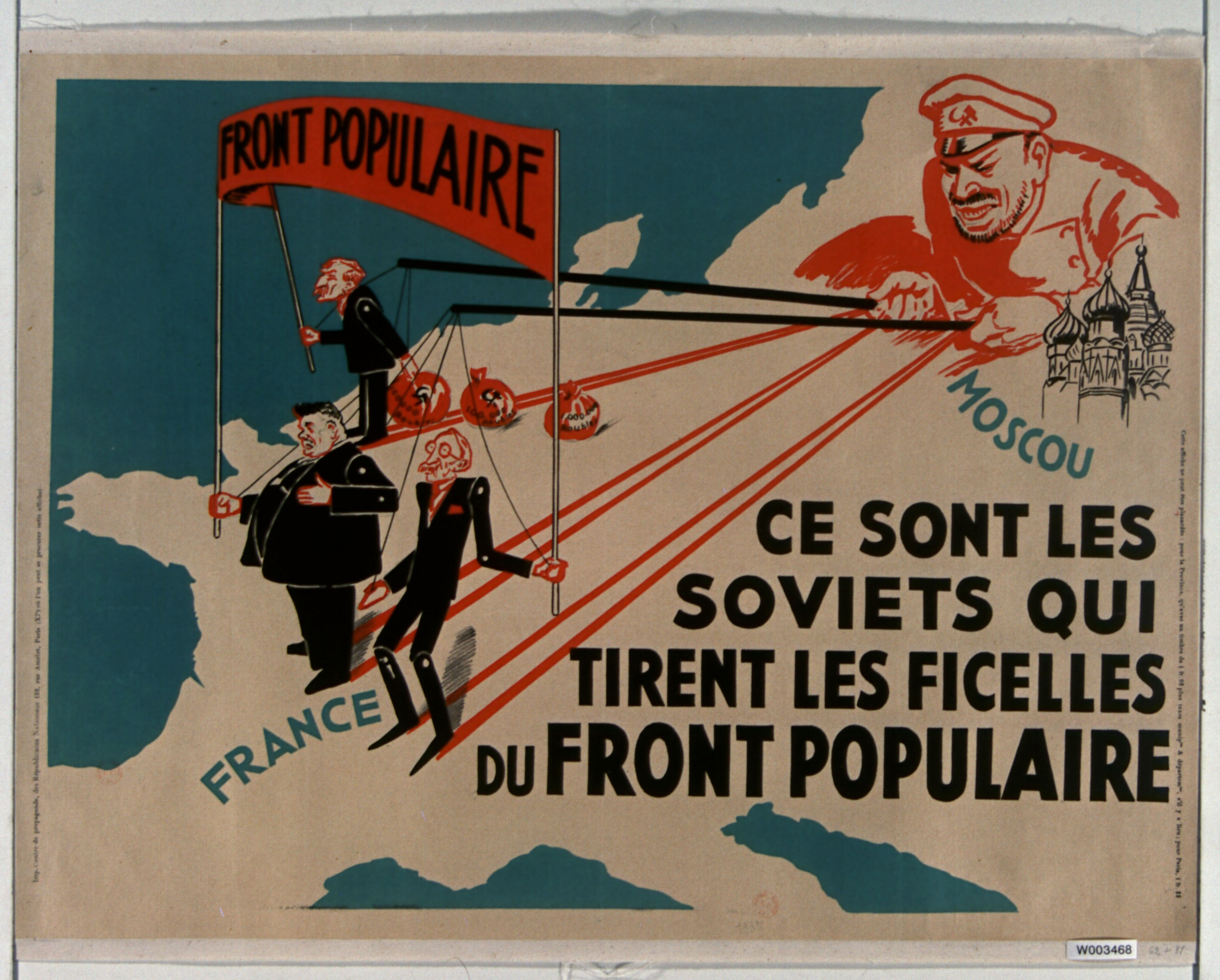
Ce sont les soviets qui tirent les ficelles du Front populaire (Es sind die Sowjets, die die Fäden der Volksfront ziehen)
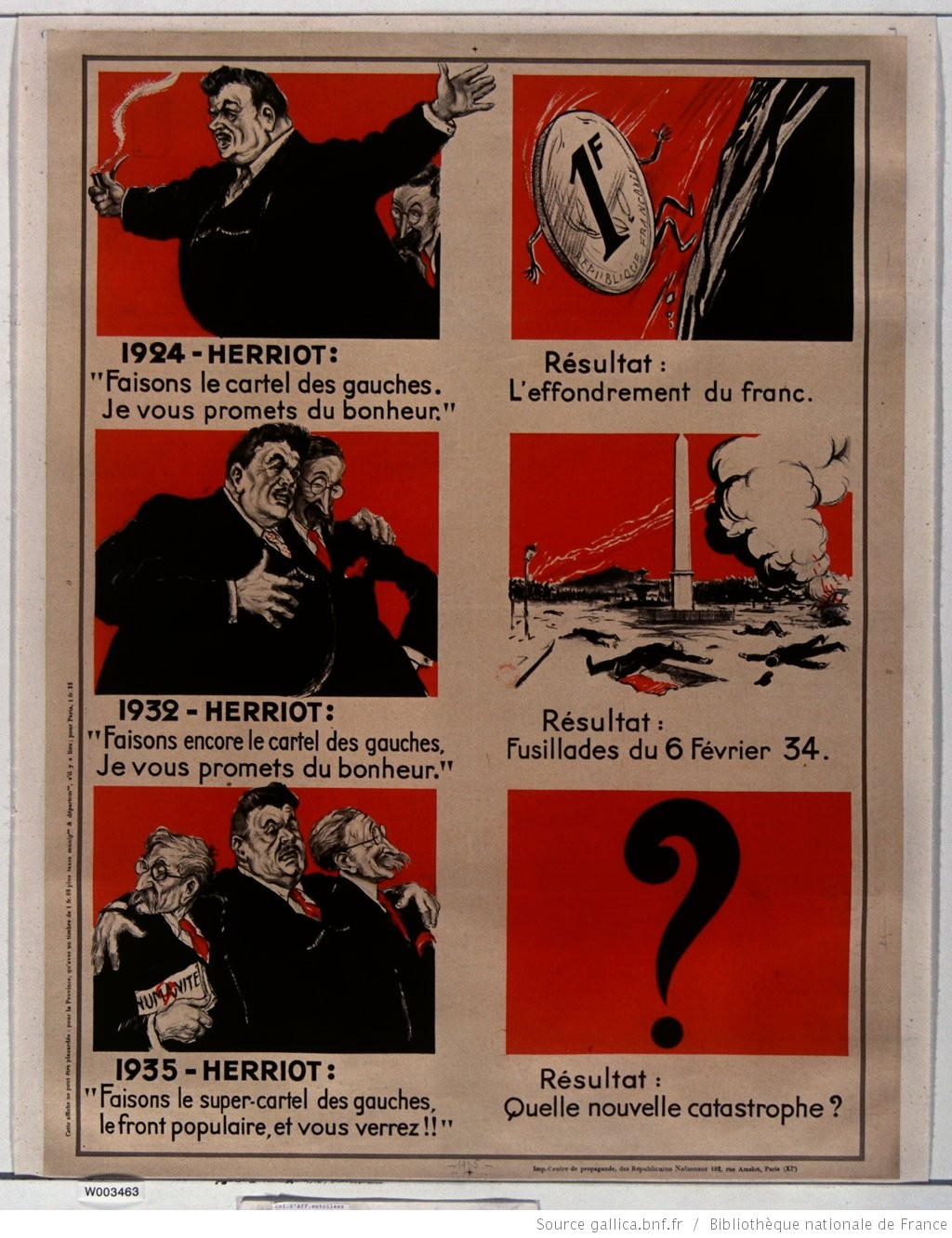
Faisons le Cartel des gauches (Machen wir das Linkskartell)
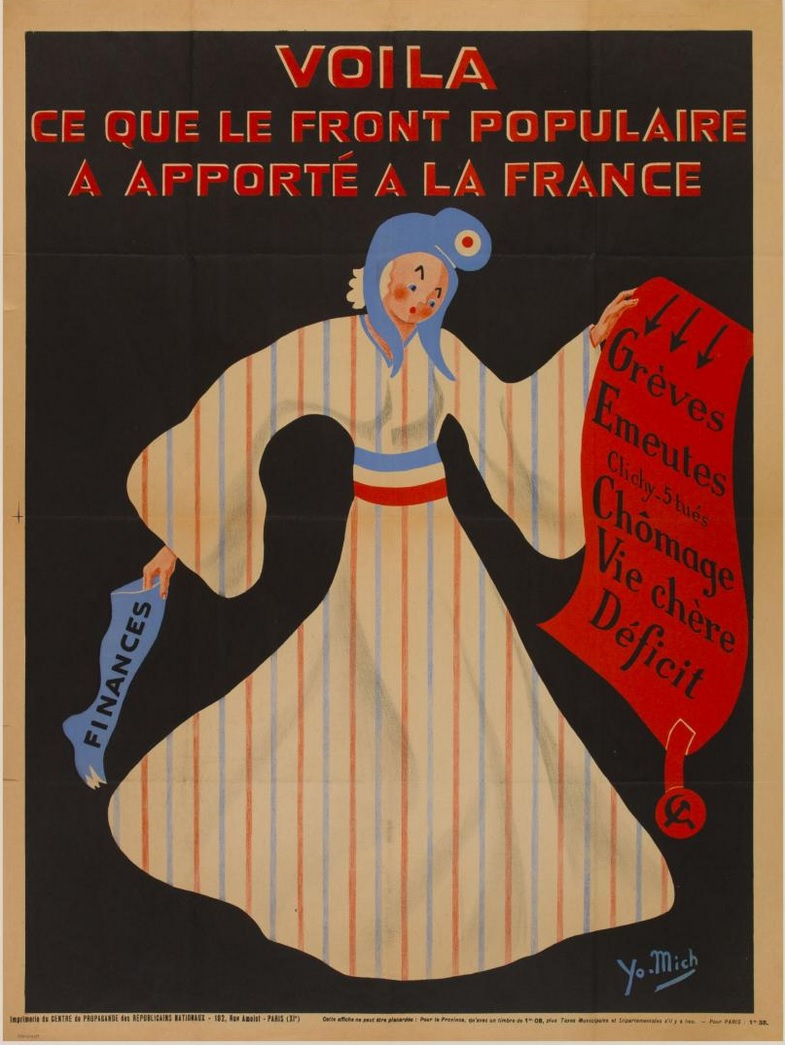
Voilà ce que le Front populaire a apporté à la France (Das hat die Volksfront Frankreich gebracht)

## Wichtige Mitarbeiter
Neben Henri de Kerillis sind in Paris noch Jean-François-Charles Amet, Henry Simond (Direktor des Écho de Paris), Jean Legendre und Raymond Cartier; in der Provinz Henri Becquart – dessen Pressekampagne 1936 zum Selbstmord des Innenministers Roger Salengro führte – und Baron Fernand d’Huart zu nennen. Eine ausführliche Liste findet sich in der französischen Sprachversion unter Principaux animateurs.